# Er der ø i giraf?
Er der ø i giraf? er en dansk dokumentarfilm fra 1976 instrueret af Freddy Tornberg efter eget manuskript.

## Handling
En skildring af arbejdet i en børnehaveklasse fra Albertslund, hvor en gruppe 5-6 årige hver dag mødes i tre timer for at lege sig ind i aktiviteter, der gør dem trygge ved fællesskabet og træner evnen til at løse en række opgaver. I filmen ses det pædagogiske arbejde i klassen i en række af de situationer, der gør børnene klar til at komme i første klasse og modtage den egentlige emneundervisning - og iagttagelser gøres af de individuelle udfoldelser, der også har karakter af, at børnene leger sig frem til at arbejde sammen.